# عش القمرية
عش القمرية (بالأوكرانية: Гніздо горлиці) هو فيلم درامي أوكراني لعام 2016 من إخراج تاراس تكاتشينكو. رُشحّ كواحد ضمن ثلاثة أفلام أُدرجّت في القائمة المختصرة باعتبارها الترشيح الأوكراني لجائزة الأوسكار لأفضل فيلم بلغة أجنبية، ولكن لم يتم اختياره.

## الطاقم
- ريما زيوبينا بدور دارينا
- فيتالي لينيتسكي بدور دميترو
- ماورو سيبرياني في دور أليساندرو
- لينا برناردي بدور فيتوريا

## الجوائز
| الجوائز والترشيحات لفيلم «عش القمرية» | الجوائز والترشيحات لفيلم «عش القمرية»    | الجوائز والترشيحات لفيلم «عش القمرية» | الجوائز والترشيحات لفيلم «عش القمرية» | الجوائز والترشيحات لفيلم «عش القمرية» | الجوائز والترشيحات لفيلم «عش القمرية» |
| السنة                                 | المهرجان السينمائي                       | الفئة/الجائزة                         | الترشح                                | النتيجة                               | ملاحظات.                              |
| ------------------------------------- | ---------------------------------------- | ------------------------------------- | ------------------------------------- | ------------------------------------- | ------------------------------------- |
| 2016                                  | مهرجان أوديسا العالمي للأفلام            | الجائزة الكبرى                        | «عش القمرية»                          | رُشِّح                                   |                                       |
| 2016                                  | مهرجان أوديسا العالمي للأفلام            | أفضل فيلم روائي أوكراني               | «عش القمرية»                          | فوز                                   |                                       |
| 2016                                  | مهرجان مانهايم-هايدلبرغ السينمائي الدولي | جائزة لجنة التحكيم المسكونية          | «عش القمرية»                          | فوز                                   | [ 3 ] [ 4 ]                           |
| 2016                                  | مهرجان مانهايم-هايدلبرغ السينمائي الدولي | جائزة الإنجاز الخاص                   | ريما زوبينا                           | فوز                                   | [ 3 ] [ 4 ]                           |
| 2017                                  | جائزة الفيلم الوطني «دزيجة الذهبية»      | أفضل فيلم                             | «عش القمرية»                          | فوز                                   | [ 5 ]                                 |
| 2017                                  | جائزة الفيلم الوطني «دزيجة الذهبية»      | أفضل مخرج                             | تاراس تكاتشينكو                       | فوز                                   | [ 5 ]                                 |
| 2017                                  | جائزة الفيلم الوطني «دزيجة الذهبية»      | أفضل ممثل في دور البطولة              | فيتالي لينيتسكي (بعد وفاته)           | فوز                                   | [ 5 ]                                 |
| 2017                                  | جائزة الفيلم الوطني «دزيجة الذهبية»      | أفضل ممثلة في دور البطولة             | ريما زوبينا                           | فوز                                   | [ 5 ]                                 |
| 2017                                  | جائزة الفيلم الوطني «دزيجة الذهبية»      | أفضل ممثل مساعد                       | ميكولا بوكلان                         | فوز                                   | [ 5 ]                                 |
| 2017                                  | جائزة الفيلم الوطني «دزيجة الذهبية»      | أفضل ممثل مساعدة                      | ناتاليا فاسكو                         | فوز                                   | [ 5 ]                                 |
| 2017                                  | جائزة الفيلم الوطني «دزيجة الذهبية»      | أفضل كاتب سيناريو                     | تاراس تكاتشينكو                       | رُشِّح                                   | [ 5 ]                                 |
| 2017                                  | جائزة الفيلم الوطني «دزيجة الذهبية»      | أفضل مصمم إنتاج                       | إيغور فيليبوف                         | رُشِّح                                   | [ 5 ]                                 |

## وصلات خارجية
- عش القمرية  في قاعدة بيانات الأفلام على الإنترنت (بالإنجليزية)
- عش القمرية  على فيسبوك.
- عش القمرية على موقع السينما الحكومي